# Upper Jaw Glacier
Upper Jaw Glacier är en glaciär i Antarktis. Den ligger i Östantarktis. Nya Zeeland gör anspråk på området. Upper Jaw Glacier ligger 1 836 meter över havet.
Terrängen runt Upper Jaw Glacier är kuperad söderut, men norrut är den bergig. Trakten är obefolkad. Det finns inga samhällen i närheten. 